# Lehrter Bahnhof

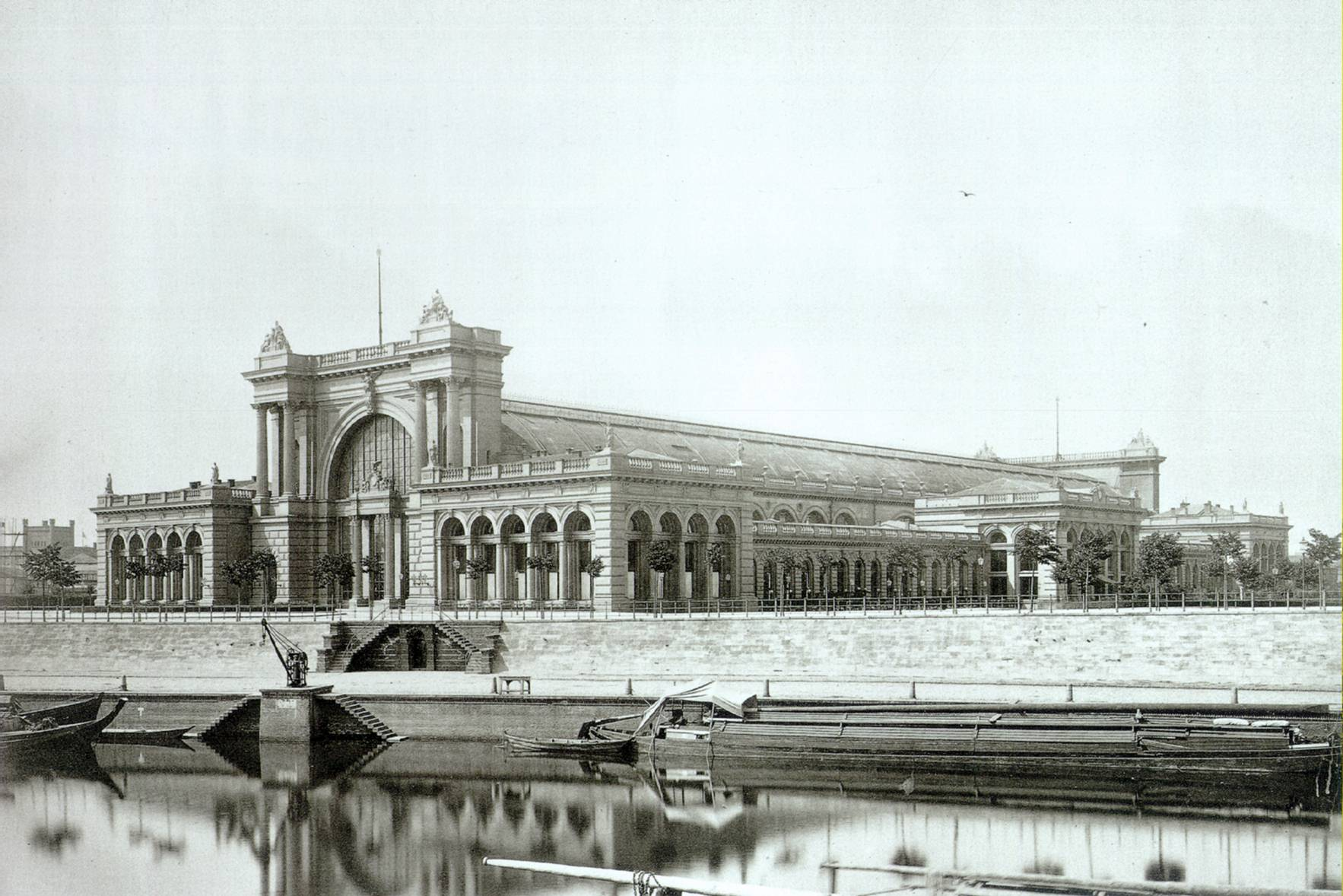
Het Lehrter Bahnhof in 1879

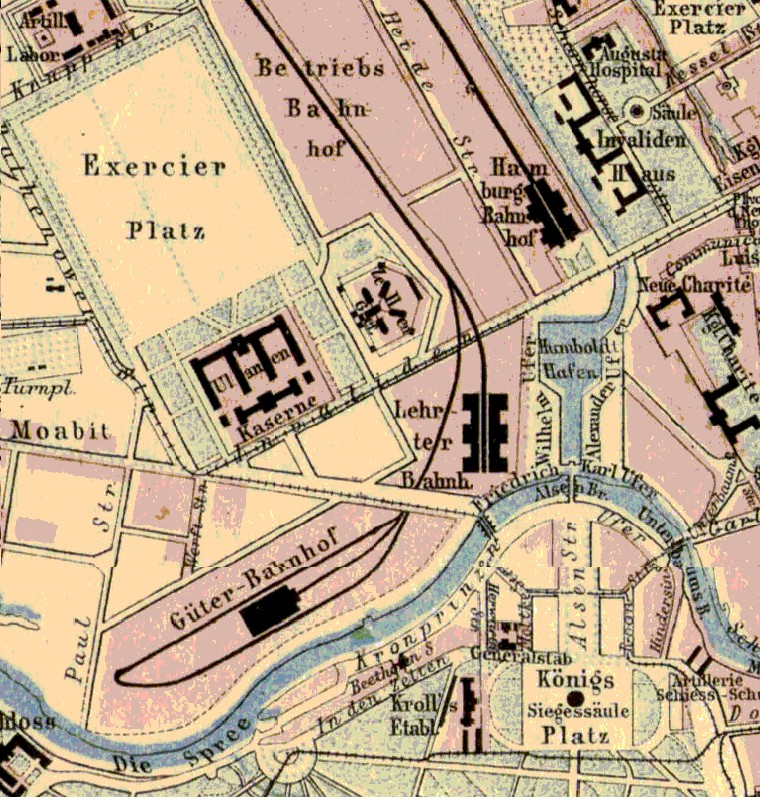
Ligging van het Lehrter en het Hamburger Bahnhof, kaart uit 1875

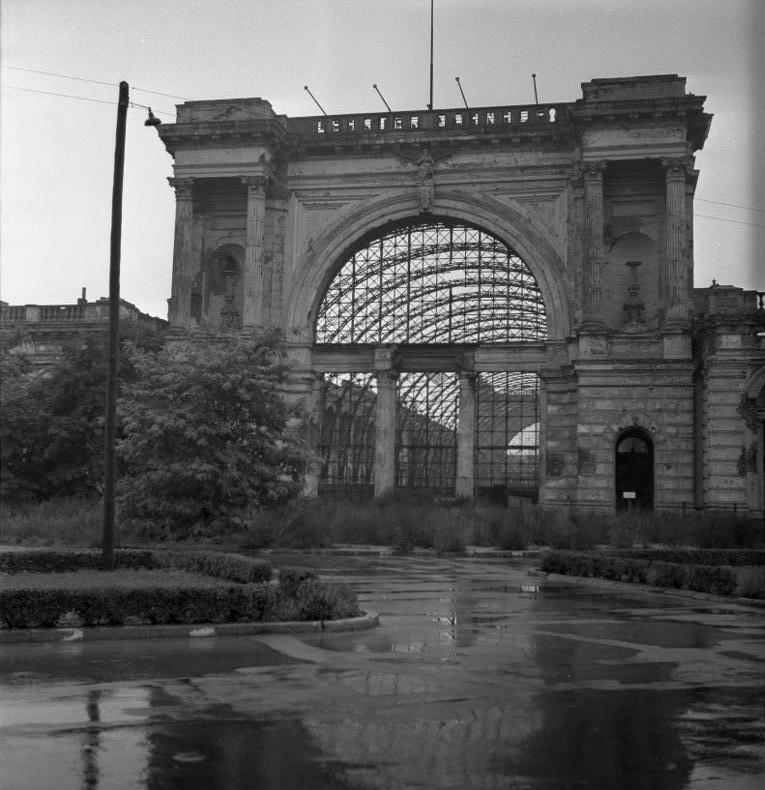
Voorkant van het Lehrter Bahnhof, 1955

Het Lehrter Bahnhof (Lehrtestation) is een voormalig spoorwegstation in Berlijn, dat dienstdeed van 1868 tot 1951. Op de vroegere locatie van het kopstation bevindt zich sinds mei 2006 het nieuwe centraal station van de Duitse hoofdstad, Berlin Hauptbahnhof, dat tijdens de bouwfase ook Lehrter Bahnhof werd genoemd. De naam Lehrter Bahnhof werd ook gebruikt voor de in 1882 geopende halte Lehrter Stadtbahnhof aan de Berlijnse Stadtbahn. In 1930 werd deze halte onderdeel van de S-Bahn en in 2002 werd ze gesloopt en in het nieuwe centraal station geïntegreerd. Sindsdien staan op de perrons in het Hauptbahnhof (nog) borden met de dubbele naam Berlin Hauptbahnhof - Lehrter Bahnhof.

## Lehrter Bahnhof

### Geschiedenis
Het Lehrter Bahnhof werd in 1868 gebouwd als eindpunt van de Berlin-Lehrter Eisenbahn, die de Magdeburg-Halberstädter Eisenbahn-Actiengesellschaft tussen 1868 en 1871 aanlegde van Berlijn naar het nabij Hannover gelegen spoorwegknooppunt Lehrte. Het station verrees vlak naast het reeds bestaande Hamburger Bahnhof (uit 1847), aan de oever van de Spree en de Humboldthaven. Het gebouw in Franse neorenaissancestijl werd ontworpen door Alfred Lent, Bertold Scholz en Gottlieb Henri Lapierre en gold vanwege zijn bombastische architectuur als "kasteel onder de stations". De rijk gedecoreerde façade had slechts een geringe praktische functie, omdat de bedrijvigheid zich afspeelde aan de oostzijde van het station, waar de treinen vertrokken en zich de belangrijkste ingang bevond.
De 188 meter lange en 38 meter brede overdekte perronhal was verdeeld in een aankomst- (west) en een vertrekzijde (oost) en werd aan beide zijden geflankeerd door lange zijvleugels. De hal bood onderdak aan vier sporen aan twee zijperrons en één eilandperron; een vijfde spoor diende voor het keren van de locomotieven en was niet langs een perron gelegen. Rond 1900 werd dit spoor echter opgebroken om ruimte te maken voor de verbreding van het middelste perron.
Toen het station door de bouw van het Lehrter Stadtbahnhof in 1882 aansluiting op de van oost naar west lopende Stadtbahn kreeg, nam het aantal reizigers flink toe. Op 15 oktober 1884 werden de treindiensten naar Hamburg, Noordwest-Duitsland en Scandinavië, die tot dan toe vanuit het 300 meter verderop gelegen Hamburger Bahnhof vertrokken, naar het Lehrter Bahnhof verplaatst. Het Hamburger Bahnhof werd daarop gesloten en ging later als museum dienstdoen.
Twee jaar later, in 1886, werden de Berlin-Lehrter-Bahn en het Lehrter Bahnhof genationaliseerd en kwamen ze onder het beheer van de Preußische Staatseisenbahnen.
In 1907 ontstond het plan het Lehrter Bahnhof tot Centraal Station van Berlijn te verheffen. Het station Papestraße zou het Zuidstation worden, Gesundbrunnen het Noordstation en het Anhalter en Potsdamer Bahnhof zouden gesloten worden. Dit plan vond echter geen doorgang - nog niet.
In de Tweede Wereldoorlog werd het station ernstig beschadigd. Na de oorlog werd het tot ruïne verworden Lehrter Bahnhof vanwege een gebrek aan uitwijkmogelijkheden zo snel mogelijk deels herbouwd zodat er weer een bescheiden aantal treinen kon vertrekken. Reeds op 28 augustus 1951 vertrok echter de laatste trein uit het station, waarna het Lehrter Bahnhof werd gesloten. Zes jaar later, op 9 juli 1957, begon de sloop van het vervallen station. Het puin werd hergebruikt als bouwmateriaal voor de wederopbouw van de verwoeste stad. Omdat het nabijgelegen viaduct van de Stadtbahn met het Lehrter Stadtbahnhof niet beschadigd mochten worden bleek de sloop uiterst gecompliceerd en kwam de sanering van het terrein pas in de zomer van 1959 gereed.

### Verbindingen
De Lehrter en (sinds 1884) de Hamburger Bahn verbonden Berlijn vanuit het Lehrter bahnhof met het noordwesten van Duitsland, met name Hamburg en Hannover. Na samenkomst op de Ringbahn nabij de Westhaven liepen beide lijnen gemeenschappelijk tot Spandau. Na de sloop van het Lehrter Bahnhof bleef wel het gemeenschappelijke goederenstation van het Lehrter en Hamburger Bahnhof, het Hamburger- und Lehrter Güterbahnhof, in gebruik. De bedrijvigheid hier kwam tot een hoogtepunt na de aanleg van het West-Berlijnse containerstation, dat voor de goederenoverslag met twee grote hijskranen uitgerust was. Ten behoeve van het nieuwe Hauptbahnhof werd de spoorverbinding naar het noorden tot aan de Ringbahn heraangelegd.
Het Lehrter Bahnhof stond bekend om zijn snelle spoorverbindingen: reeds in 1872 reden sneltreinen op de Lehrter Bahn met een snelheid van 90 km/u. Vanaf 19 december 1932 verbonden nieuwe dieseltreinen de Duitse hoofdstad met Hamburg in 138 minuten. De treinstellen die deze treinen reden stonden bekend als Fliegender Hamburger en bereikten een maximumsnelheid van 160 km/u.

### Galerij

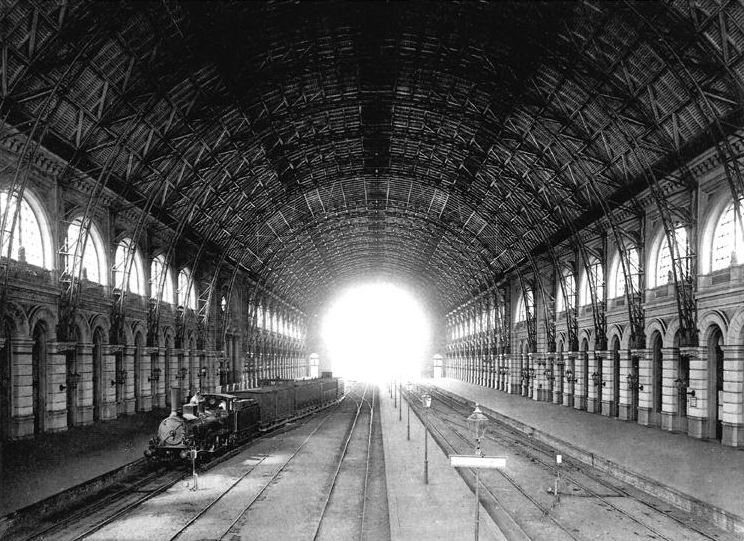
Perronhal van het Lehrter Bahnhof, 1879
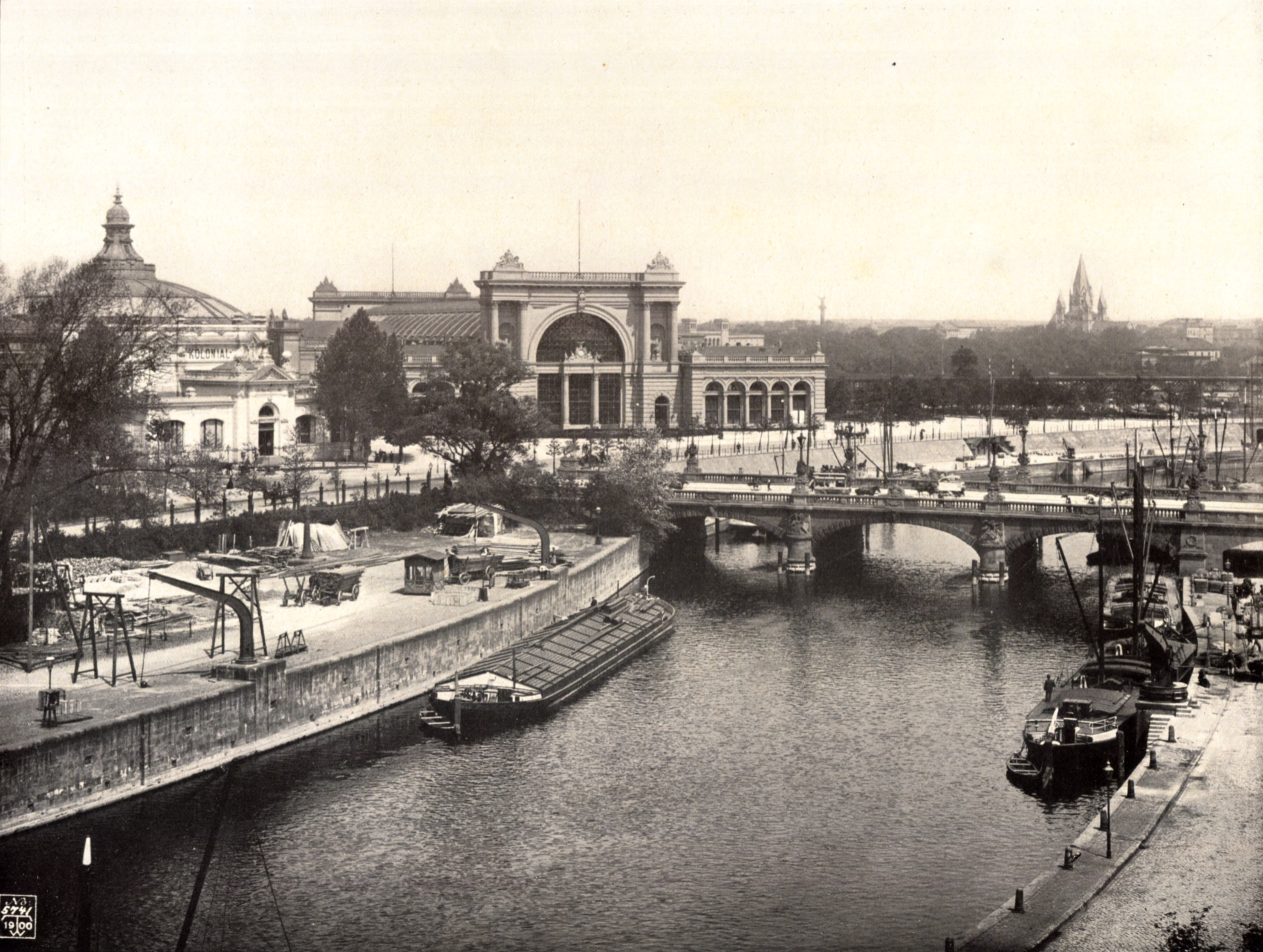
Zuidzijde van het Lehrter Bahnhof gezien vanaf de overzijde van de Spree, omstreeks 1900

## Lehrter Stadtbahnhof
Het Lehrter Stadtbahnhof is een voormalig spoorwegstation in de Duitse stad Berlijn. Het station werd in 1882 geopend en in 2002 gesloten en gesloopt, om plaats te maken voor het nieuwe Hauptbahnhof.

### Geschiedenis
Op 15 mei 1882 werd van oost naar west, dwars door Berlijn, een nieuwe spoorverbinding geopend: de Stadtbahn. Het viersporige viaduct moest Charlottenburg met het Lehrter Bahnhof en Schlesischer Bahnhof verbinden en de binnenstad beter ontsluiten. De lijn werd zowel door goederen- als voorstadstreinen bereden. Het viaduct van de Stadtbahn kruiste de sporen van de Lehrter Bahn aan het noordeinde van het Lehrter Bahnhof, waar het Lehrter Stadtbahnhof verrees. Vanaf het stationscomplex kon nu ook in oost-westrichting gereisd worden, wat tot een grote toename van het aantal passagiers en treinen leidde. In 1912 en 1929 moest het Stadtbahnviaduct over de sporen van het Lehrter Bahnhof vanwege de toegenomen drukte gereconstrueerd worden.
Op 1 december 1930 werd het voorstadsverkeer over de Stadtbahn onderdeel van de Berlijnse S-Bahn, waardoor het Lehrter Stadtbahnhof een S-Bahnstation werd. Na de sluiting van het Lehrter Bahnhof in 1951 en het wegvallen van de overstapfunctie van het Lehrter Stadtbahnhof leverde het S-Bahnstation veel van zijn belang in. In 1961 kwam het Stadtbahnhof door de bouw van de Berlijnse Muur aan de rand van het westelijke deel van de stad te liggen, waardoor het nog meer aan betekenis inboette.
Het Lehrter Stadtbahnhof, dat grotendeels in zijn oorspronkelijk staat was behouden, kreeg de monumentenstatus en werd in 1987 ter ere van het 750-jarige bestaan van Berlijn volledig gerestaureerd. In de zomer van 2002 werd het Lehrter Stadtbahnhof desondanks gesloopt om plaats te maken voor het nieuwe centraal station; de sporen van de S-Bahn werden in het Hauptbahnhof ondergebracht. De borden op de S-Bahnperrons dragen als enige in het stationscomplex de toevoeging Lehrter Bahnhof; op kaarten en in de stationsomroep ontbreekt de tweede naam evenwel.

### Galerij

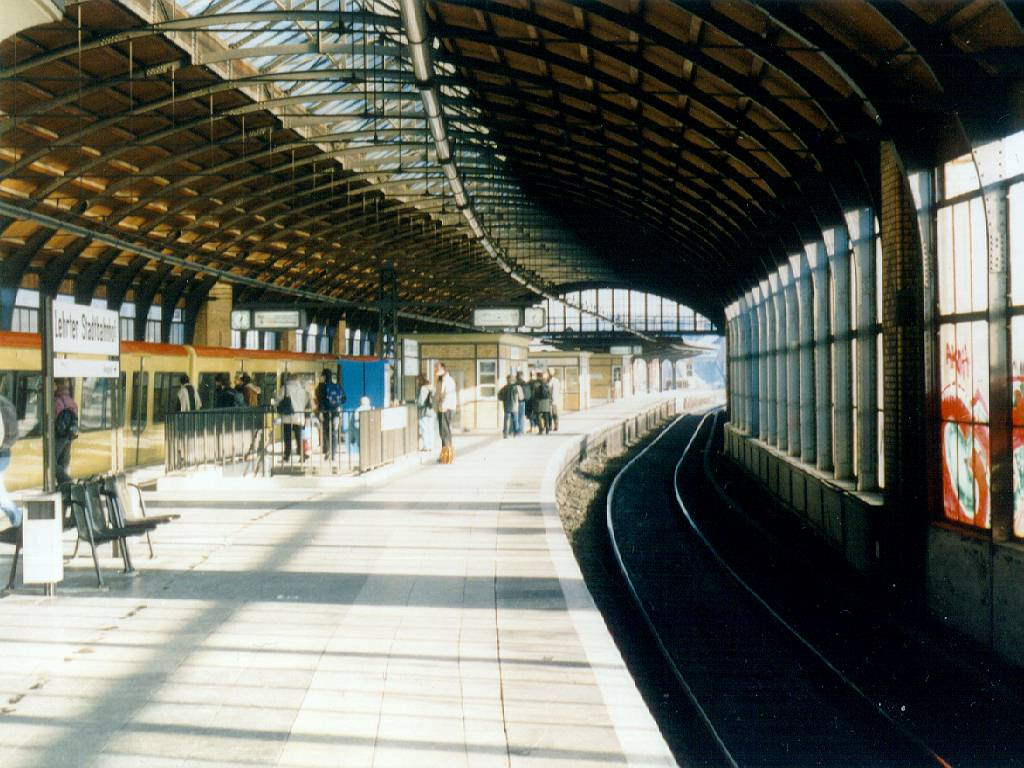
Perron van het Lehrter Stadtbahnhof in 1998
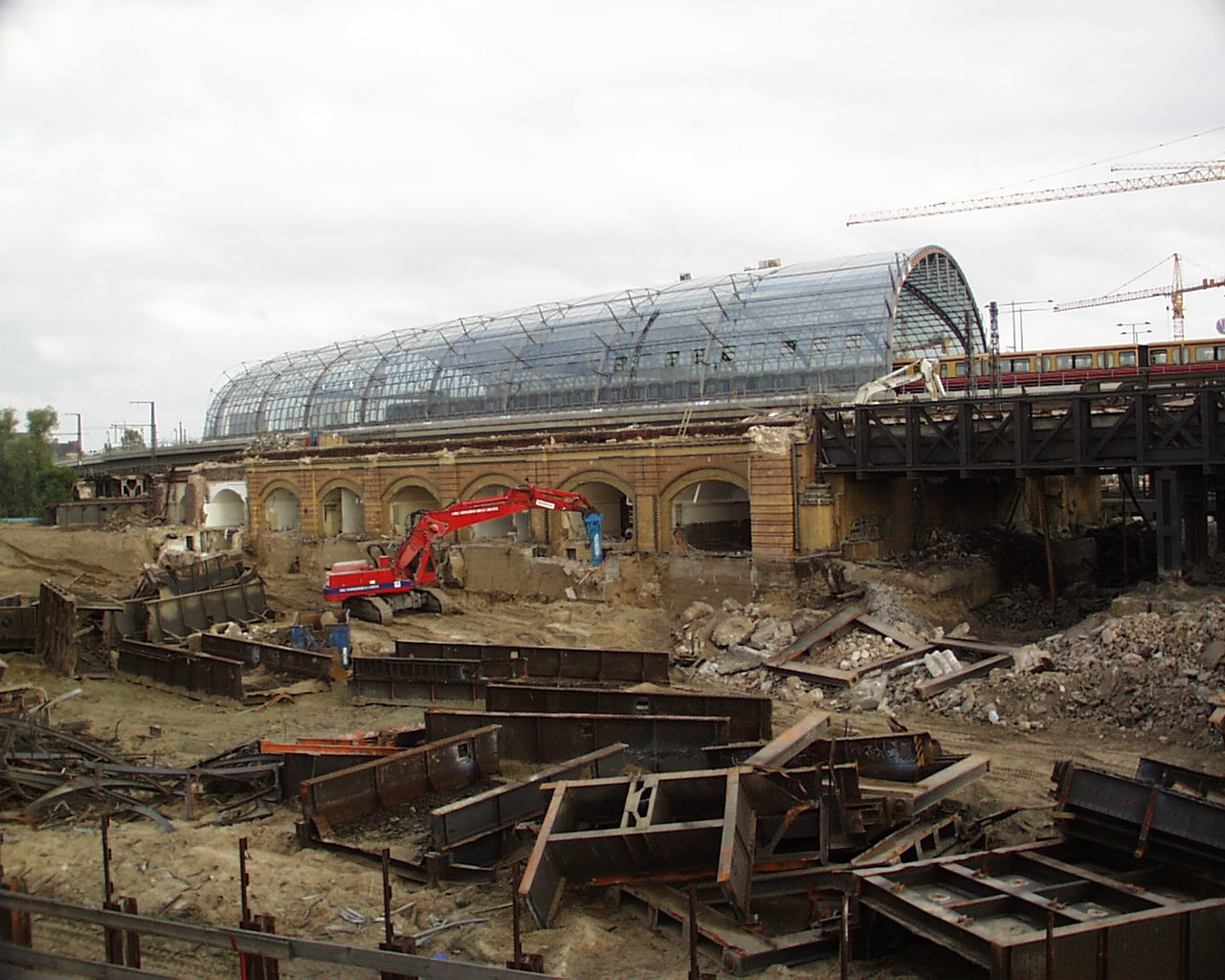
Afbraak van het Lehrter Stadtbahnhof in juli 2002

Anhalter Bahnhof |
Dresdener Bahnhof |
Görlitzer Bahnhof |
Hamburger Bahnhof |
Lehrter Bahnhof |
Militärbahnhof |
Nordbahnhof |
Ostbahnhof |
Potsdamer Bahnhof |
Stettiner Bahnhof |
Wriezener Bahnhof